# Strade Bianche femenina 2018
La 4.ª edición de la Strade Bianche femenina  se disputó el 3 de marzo de 2018 sobre un recorrido de 136 km con inicio y final en la ciudad de Siena, Italia.
La carrera fue parte del UCI WorldTour Femenino 2018 como competencia de categoría 1.WWT del calendario ciclístico de máximo nivel mundial, siendo la primera carrera de dicho circuito y fue ganada por la ciclista neerlandesa Anna van der Breggen del equipo Boels Dolmans. El podio lo completaron la ciclista polaca Katarzyna Niewiadoma del equipo Canyon-SRAM Racing y la ciclista italiana Elisa Longo Borghini del equipo Wiggle High5.

## Recorrido
La carrera inició y terminó en la ciudad de Siena con un recorrido realizado en su totalidad en el sur de la provincia de Siena, en la Toscana. La carrera es especialmente conocida por sus caminos de tierra blanca (strade bianche o sterrati).
En total, fueron 31,6 kilómetros los que, divididos en ocho sectores cubiertos de gravilla (sterrati) que representaron una distancia realmente llamativa para una carrera disputada sobre una distancia total de 136 kilómetros.
La carrera terminó como en años anteriores en la famosa Piazza del Campo de Siena, después de una estrecha ascensión adoquinada en la Via Santa Caterina, en el corazón de la ciudad medieval, con tramos de hasta el 16% de pendiente.
Sectores de caminos de tierra:
| Número | Nombre                | Ubicación           | Longitud (m) | Categoría     |
| ------ | --------------------- | ------------------- | ------------ | ------------- |
| 1      | Vidritta              | km 17,6 - km 19,7   | 2.100        | *             |
| 2      | Bagnaia               | km 25 - km 30,8     | 5.800        | *             |
| 3      | Radi                  | km 36,9 - km 41,3   | 4.400        | * · * · *     |
| 4      | Str. Comune di Murlo  | km 38,5 - km 44     | 5.500        | *             |
| 5      | San Martino in Grania | km 67,5 - km 77     | 9.500        | * · * · *     |
| 6      | Monteaperti           | km 111,3 - km 112,1 | 800          | *             |
| 7      | Colle Pinzuto         | km 116,6 - km 119   | 2.400        | * · * · * · * |
| 8      | Le Tolfe              | km 123,0 - km 124,1 | 1.100        | * · * · *     |

## Equipos participantes
Tomaron parte en la carrera un total de 24 equipos invitados por la organización, todos ellos de categoría UCI Team Femenino, quienes conformaron un pelotón de 138 ciclistas de los cuales terminaron 59.
| Equipos femeninos (24)- Alé Cipollini - Aromitalia Vaiano - Astana Women's - Bepink - Boels Dolmans - BTC City Ljubljana - Canyon-SRAM Racing - Cervélo Bigla - Cylance - Still Bike Team A.S. Dilettantistica - FDJ-Nouvelle Aquitaine-Futuroscope - Hitec Products-Birk Sport - Lotto Soudal Ladies - Mitchelton-Scott - Movistar Team - SC Michela Fanini - Servetto-Stradalli Cycle - Sunweb - Top Girls Fassa Bortolo - Trek-Drops - Valcar PBM - Virtu - WaowDeals - Wiggle High5 |
| |

## Clasificaciones finales
Las clasificaciones finalizaron de la siguiente forma:

### Clasificación general
| \| Clasificación general \| Clasificación general \| Clasificación general \| Clasificación general \| Clasificación general \| \| Ciclista \| Ciclista \| Equipo \| Tiempo \| \| \| --------------------- \| ---------------------- \| --------------------- \| --------------------- \| --------------------- \| \| 1.ª \| Anna van der Breggen \| Boels Dolmans \| 4 h 10 min 48 s \| \| \| 2.ª \| Katarzyna Niewiadoma \| Canyon-SRAM Racing \| + 49 s \| \| \| 3.ª \| Elisa Longo Borghini \| Wiggle High5 \| + 59 s \| \| \| 4.ª \| Chantal Blaak \| Boels Dolmans \| + 1 min 32 s \| \| \| 5.ª \| Lucy Kennedy \| Mitchelton-Scott \| + 1 min 32 s \| \| \| 6.ª \| Janneke Ensing \| Alé Cipollini \| + 1 min 37 s \| \| \| 7.ª \| Amanda Spratt \| Mitchelton-Scott \| + 1 min 41 s \| \| \| 8.ª \| Ashleigh Moolman-Pasio \| Cervélo Bigla \| + 2 min 25 s \| \| \| 9.ª \| Ellen van Dijk \| Sunweb \| + 2 min 36 s \| \| \| 10.ª \| Cecilie Uttrup Ludwig \| Cervélo Bigla \| + 2 min 50 s \| \| |                        |                    |                 |
| |                        |                    |                 |
| Fuente: ProCyclingStats |                        |                    |                 |
| Clasificación general |                        |                    |                 |
| Ciclista | Ciclista               | Equipo             | Tiempo          |
| 1.ª | Anna van der Breggen   | Boels Dolmans      | 4 h 10 min 48 s |
| 2.ª | Katarzyna Niewiadoma   | Canyon-SRAM Racing | + 49 s          |
| 3.ª | Elisa Longo Borghini   | Wiggle High5       | + 59 s          |
| 4.ª | Chantal Blaak          | Boels Dolmans      | + 1 min 32 s    |
| 5.ª | Lucy Kennedy           | Mitchelton-Scott   | + 1 min 32 s    |
| 6.ª | Janneke Ensing         | Alé Cipollini      | + 1 min 37 s    |
| 7.ª | Amanda Spratt          | Mitchelton-Scott   | + 1 min 41 s    |
| 8.ª | Ashleigh Moolman-Pasio | Cervélo Bigla      | + 2 min 25 s    |
| 9.ª | Ellen van Dijk         | Sunweb             | + 2 min 36 s    |
| 10.ª | Cecilie Uttrup Ludwig  | Cervélo Bigla      | + 2 min 50 s    |

## UCI WorldTour Femenino
La Strade Bianche femenina otorga puntos para el UCI WorldTour Femenino 2018 y el UCI World Ranking Femenino, incluyendo a todas las corredoras de los equipos en las categorías UCI Team Femenino. Las siguientes tablas muestran el baremo de puntuación y las 10 corredoras que obtuvieron más puntos:
| Posición   | 1.ª | 2.ª | 3.ª | 4.ª | 5.ª | 6.ª | 7.ª | 8.ª | 9.ª | 10.ª | 11.ª | 12.ª | 13.ª | 14.ª | 15.ª | 16.ª-30.ª | 31.ª-40.ª |
| Puntuación | 200 | 150 | 125 | 100 | 85  | 70  | 60  | 50  | 40  | 35   | 30   | 25   | 20   | 15   | 10   | 5         | 3         |

| Clasificación |                       |                    |        |
| Posición      | Ciclista              | Equipo             | Puntos |
| ------------- | --------------------- | ------------------ | ------ |
| 1.ª           | Anna van der Breggen  | Boels-Dolmans      | 200    |
| 2.ª           | Katarzyna Niewiadoma  | Canyon SRAM Racing | 150    |
| 3.ª           | Elisa Longo Borghini  | Wiggle High5       | 125    |
| 4.ª           | Chantal Blaak         | Boels-Dolmans      | 100    |
| 5.ª           | Lucy Kennedy          | Mitchelton-Scott   | 85     |
| 6.ª           | Janneke Ensing        | Alé Cipollini      | 70     |
| 7.ª           | Amanda Spratt         | Mitchelton-Scott   | 60     |
| 8.ª           | Ashleigh Moolman      | Cervélo-Bigla      | 50     |
| 9.ª           | Ellen van Dijk        | Sunweb             | 40     |
| 10.ª          | Cecilie Uttrup Ludwig | Cervélo-Bigla      | 35     |